# مصارعة محترفة
"مصارعة المحترفين' (بالإنجليزية: Professional wrestling/Pro Wrestling)‏ وأحيانا يطلق عليها فقط المصارعة هي أحد أنواع العروض التي تجمع بين الأداء الرياضي والقتالي.
وهي تأخذ شكل حدث تقيمه أحد الشركات المتخصصة في هذا المجال. وتحاكي هذه الشركات شكل مباريات البطولات الرياضية ولكن بشكل ودي. وهذا النوع الخاص من الرياضة يقترب من المصارعة التقليدية التي تعتمد على إمساك الخصم وإخراجه من الحلبة ولكن مع بعض الإضافات مثل توجيه الضربات للخصم وكثير من المناورات والحركات التي يأتي معظمها من فنون قتالية مشهورة. كما يمكن أيضا وجود سلاح ما بطريقة ارتجالية في المباراة. وعروض المصارعة هى عروض تمثيلية حيث ان نتائج المباريات تكون مُعدة ويتم معرفتها مسبقا اما بالنسبة لضرب المصارعين لبعضهم فيكون معظمه حقيقى ويتم التدريب بين المصارعين وبعضهم حتى لا تحدث اصابات وان الكدمات على وجه المصارعين تكون حقيقية وليست مكياج كما فى الافلام والمسلسلات . ومن أشهر اتحادات المصارعة المحترفة اتحاد WWE واتحاد AEW واتحاد IMPACT WRESTLING

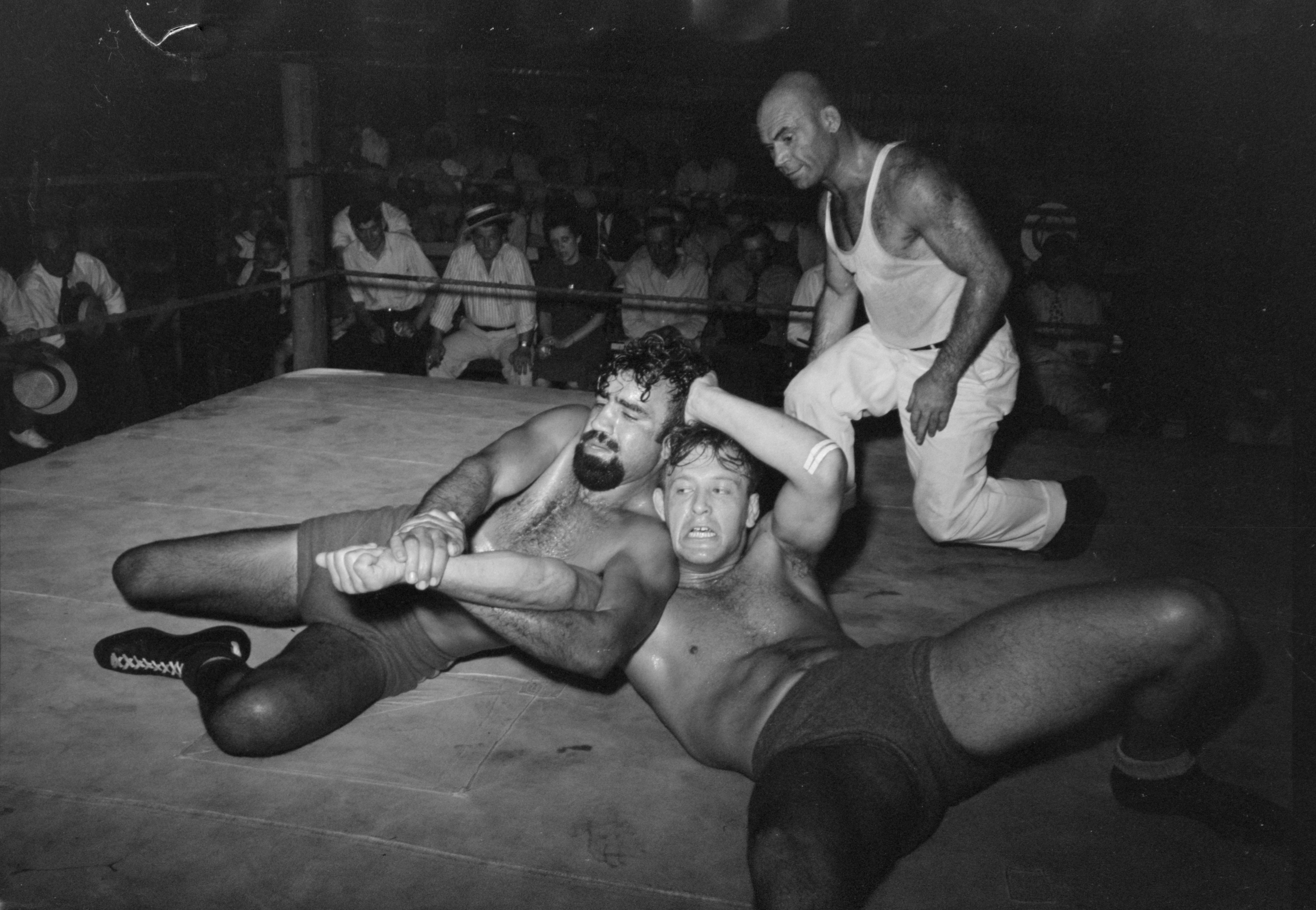
صورة لمصارعين وحكم المباراة

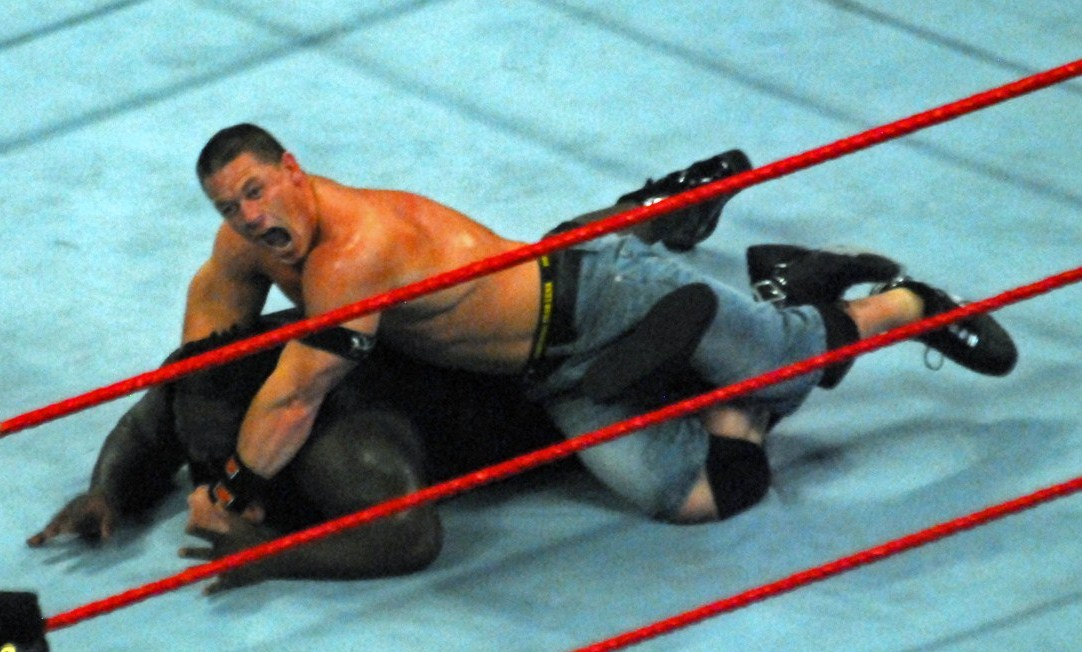
صورة للمصارع الشهير جون سينا وهو يطبق حركتة المعروفة STF على مارك هنري

## التاريخ

### المصارعة في العصور القديمة
تشير الدلائل إلى بداية المصارعة في العصر الفرعوني، وهو ما أثبتته النقوش والرسومات والبرديات التي تم العثور عليها منذ أكثر من 4000 عاماً، وهي التي تؤكد ممارسة القدماء المصريين لهذه الرياضة.
بعدها انتقلت كغيرها لسائر الحضارات، فمارسها الإغريق وطوروها وسميت هذه الحقبة بعصر المصارعة الذهبي. ولإيمانهم بأهمية هذه الرياضة في بناء الشعوب القوية، افتتحوا المدارس من أجل تعليمها، وتنمية القوة البدنية والإرادة والتحمل.
ثم تلا ذلك غزو الرومان لبلاد الإغريق، واشرافهم على إقامة الألعاب الأولمبية، فتحولت في عصرهم لرياضة قتالية مميتة. واستعملوا فيها الأسلحة كالرمح والسيف وما إلى ذلك، وكان يطلق على المصارع المجالدGladiator. وقد استعبد الرومان أصحاب البلاد وهم اليونانيين، من أجل تعليم الشباب الروماني أصول المصارعة وفنونها، ونتيجة لهذا المزج بين الحضارتين، وجدت المصارعة اليونانية والرومانية.

### نشوء المصارعة المحترفة
بدأت المصارعة المحترفة في الولايات المتحدة والمملكة المتحدة في القرن التاسع عشر وأوائل القرن العشرين باعتبارها رياضة تنافسية حقيقية على أساس المصارعة اليونانية الرومانية ثم المصارعة الأكثر شعبية في وقت لاحق، ولكن حول العالم في أوائل العشرينات من القرن الماضي، بدأ المصارعون في تصميم بعض مبارياتهم (مباريات العمل أو مباريات الأداء) لجعل المباريات أقل ضرائب جسدية، وأقصر مدتها، وأكثر إمتاعًا للمشاهدين. سمح ذلك للمصارعين بالأداء بشكل متكرر وجذب جماهير أكبر وعائدات للمروجين.

### في ثلاثينيات القرن الماضي
استمرت مباريات تبادل لاطلاق النار موجودة في الثلاثينيات من القرن الماضي ولكن بشكل أقل تكرارًا كان نموذج العمل هذا ناجحًا للغاية وتم تقليده في بلدان أخرى، مع نجاح خاص في المكسيك واليابان. تاريخيًا، أخذ المصارعون المحترفون يميلون إلى امتلاك خلفية قوية في مصارعة الهواة أو مصارعة الإمساك، لكن هذا تلاشى تدريجياً على مر السنين وبدأ المروجون في جذب الرياضيين من الرياضات الأخرى. اذ امسى المصارعون المحترفون لا يحتاجون في العصر الحديث بالضرورة إلى خلفية هواة للنجاح في هذه الرياضة. ومع ذلك، لا يزال العديد من المصارعين المحترفين يعتبرون أن الخلفية القوية للهواة مفيدة قبل الشروع في مسيرة مهنية.

### في الزمن الحاضر
قامت المصارعة المحترفة بالتطور إلى نوع مستقل من الترفيه مع العديد من الاختلافات المتنوعة في الثقافات حول العالم، واعتبارًا من عام 2020 أصبحت صناعة ترفيه بمليارات الدولارات. منذ الثمانينيات، مع انخفاض الأشكال المحلية بشكل كبير في أوروبا مما أتاح ظهور التلفاز للمصارعة المحترفة منفذًا جديدًا، وأصبحت المصارعة (جنبًا إلى جنب مع الملاكمة) مفيدة في جعل الدفع مقابل المشاهدة طريقة قابلة للتطبيق في توصيل المحتوى. في ضوء نمو الفيديو على الإنترنت عند الطلب، تمكنت عروض المصارعة المحترفة المحلية في الأسواق في جميع أنحاء العالم من التحايل على تقديم المحتوى التقليدي والوصول إلى العملاء مباشرةً عبر وسائل التواصل الاجتماعي والتسويق الشفهي.

## روابط إضافية
- OnlineWorldofWrestling.com - The Online World of Wrestling
- Pro-Wrestling Title Histories
- ProWrestlingHistory.com
- Wrestling Junkies - Wrestling Made Social